# Jan Fell
Jan Fell (* 20. Februar 1963 in Frankfurt am Main) ist ein ehemaliger deutscher Volleyballspieler.
Von 1980 bis 1984 spielte Jan Fell in der Bundesliga beim SSF Bonn, wo er 1981 Deutscher Meister wurde. Von 1984 bis 1989 spielte er beim Ligakonkurrenten VdS Berlin, mit dem er 1986 den Deutschen Pokal gewann. 1989/90 wechselte er mit der Mannschaft zum SCC Berlin.
Im Beachvolleyball erreichte Jan Fell mit seinem Partner Thomas Brall auf der FIVB World Tour 1990 in Sète den siebten Platz und bei den deutschen Meisterschaften 1992 den dritten Platz.
Jan Fell war mehrfacher deutscher Nationalspieler. Er arbeitet heute als Facharzt für Orthopädie in einer Gemeinschaftspraxis in Berlin.